# E. L. T. Mesens
E. L. T. Mesens, né dans le vieux quartier de Saint-Géry à Bruxelles le 27 novembre 1903 et mort à Bruxelles le 13 mai 1971, est un pianiste compositeur-interprète, écrivain, poète et plasticien belge. Il est l'un des fondateurs du mouvement surréaliste en Belgique.

## Biographie
Sa mère est originaire de Lille et son père, droguiste puis épicier en gros, du Brabant. Édouard-Léon-Théodore Mesens apprend très jeune à jouer du piano. Il décide en 1919 d'abandonner ses études secondaires pour se consacrer à la musique et entre au Conservatoire de Bruxelles où il étudie l'harmonie, le contrepoint et l'orchestration. Il écrit alors une vingtaine de petites partitions de chansons accompagnées au piano. En 1920 il se lie à Bruxelles avec René Magritte à l'occasion de son exposition au Centre d'art, organisée par le poète Pierre Bourgeois. En avril 1921, il fait la connaissance d'Erik Satie de passage à Bruxelles puis lui rend visite en décembre à Paris. Satie l'emmène à la première exposition parisienne de Man Ray avec qui il se lie d'amitié et dans l'atelier de Constantin Brancusi. Il rencontre également Kiki de Montparnasse et Marcel Duchamp.
Après un premier concert à Bruxelles en 1922, séduit par le mouvement Dada, Mesens se rend de nouveau à Paris et rencontre Philippe Soupault, puis Louis Aragon, André Breton et Paul Éluard. Selon Louis Scutenaire, c'est à ce moment que Mesens montre à Magritte la reproduction du « Chant d'amour » de Giorgio De Chirico qui impressionne le peintre belge et détermine son orientation stylistique. En 1924, Mesens collabore au dernier numéro de la revue de Francis Picabia, 391 et réalise ses premiers collages et photomontages. Dès lors, il renonce à la musique et écrit ses premiers poèmes. Avec Magritte, il projette en octobre 1924 de lancer la revue Période, coulée dès avant sa naissance par un tract de Paul Nougé, puis fonde, en mars 1925, Œsophage qui compte parmi ses collaborateurs, pour un unique numéro, Jean Arp, Max Ernst, Georges Ribemont-Dessaignes, Picabia, Kurt Schwitters et Tristan Tzara. À Bruxelles, il édite ensuite Marie, « journal bimensuel pour la belle jeunesse », (trois numéros de mars à juillet 1926) et Adieu à Marie (un numéro en 1927) en collaboration avec les écrivains Paul Nougé et Camille Goemans et les musiciens André Souris et Paul Hooreman. En 1926 il publie également Garage, musique qu'il a composée en 1921 sur un poème de Philippe Soupault (couverture de Man Ray), et prononce une conférence sur la musique.
Mesens occupe dès lors une place centrale dans le groupe surréaliste belge ainsi formé, auprès de Paul Nougé, Camille Goemans, Magritte, Marc Eemans, Marcel Lecomte, André Souris et Louis Scutenaire. Il dirige en 1927 la galerie L'Époque, expose certaines des œuvres les plus importantes des peintres surréalistes, de Magritte, dont il présente en 1928 vingt-trois œuvres, de Max Ernst et Joan Miró. Il y présente également ses photographies, avec celles notamment d'Eugène Atget, Laszlo Moholy-Nagy, André Kertesz, Man Ray. Entre 1928 et 1930 plusieurs de ses poèmes paraissent dans Distances, Variétés de Paul-Gustave van Hecke, à l'élaboration de laquelle il participe, et dans Le Surréalisme en 1929.
En 1931 Mesens dirige la galerie Mesens où il expose Magritte, est employé au Palais des Beaux-Arts de Bruxelles, et en 1933 fonde les Éditions Nicolas Flamel qui publient Femme complète, illustré par Magritte, un hommage des surréalistes, dont Breton, René Char, Éluard, Maurice Henry, Benjamin Péret, Salvador Dalí, Yves Tanguy, Max Ernst, Victor Brauner, Magritte, Hans Arp, Alberto Giacometti, à la jeune parricide Violette Nozières, Alphabet sourd aveugle, avec une préface d'Éluard, ainsi que le numéro trois du Bulletin international du Surréalisme. Secrétaire au Palais des Beaux-Arts de Bruxelles Mesens y organise en mai 1934, avec le concours de Breton et d'Éluard, l'exposition Minotaure. Simultanément il est le rédacteur en chef de la revue Documents 34. À La Louvière il organise en octobre 1935 la deuxième exposition internationale du surréalisme (Arp, Chirico, Dali, Ernst, Paul Klee, Magritte, Man Ray, Mesens, Miro, Servais et Tanguy), y prononce une conférence et, avec Irène Hamoir, fait des lectures des textes surréalistes. Il est l'un des signataires du tract Le couteau dans la plaie publié dans le Bulletin international du Surréalisme qui réunit pour la première fois le groupe surréaliste de Bruxelles et celui du Hainaut (Achille Chavée, Fernand Dumont, Simon, Marcel Lefrancq, Van de Spiegele). En juin 1936, Mesens organise à Londres, avec Breton, une nouvelle exposition internationale du surréalisme, tandis que le groupe surréaliste de Bruxelles se fissure, un tract dont il est l'instigateur avec Nougé excluant Souris pour avoir en tant que chef d'orchestre dirigé une messe.
Après avoir présenté en 1937 au Palais des Beaux-Arts de Bruxelles une exposition de Magritte, Man Ray et Tanguy, avec une préface de Scutenaire, Mesens s'établit en 1938 à Londres. Il y dirige la London Gallery où il présente les œuvres des surréalistes et crée la revue London Bulletin qui paraît de 1938 à 1940 (vingt numéros), contribuant à la diffusion du Surréalisme dans le monde anglo-saxon. Il fait également à Londres la connaissance de Sybil Stephenson qui deviendra sa femme. En 1941, Mesens collabore aux émissions de guerre de la BBC. Il adapte une musique pour la célèbre ritournelle : « Radio Paris ment, Radio Paris ment, Radio Paris est allemand ». Il publie en 1944 à la London Gallery Editions Troisième Front, poèmes de guerre, suivi de Pièces détachées, un ouvrage collectif sous le titre Message from Nowhere et, en collaboration avec J. B. Brunius, Idolatry and Confusion, pamphlet contre le chauvinisme de la littérature de guerre représentée notamment par Aragon. Avec Roland Penrose il traduit Poésie et vérité 1942 d'Éluard.
À partir de 1952, Mesens renoue avec les collages, rassemblant comme Kurt Schwitters les matériaux les plus insolites. Plusieurs expositions en seront organisées, en 1958 à Paris, en 1959 au Palais des Beaux-Arts de Bruxelles, en 1960 à Milan et Venise, en 1961 à Londres, en 1963 au casino de Knokke (125 collages et objets), en 1965 à Milan, en 1966 à Bruxelles, en 1970 à Turin et Venise, en 1971 à Bruxelles. Mesens écrit parallèlement plusieurs textes et préfaces, notamment pour une exposition de Max Ernst à Knokke en 1953 et organise la rétrospective de Magritte au Palais des Beaux-Arts de Bruxelles en 1954. Il publie en 1959 à Paris ses Poèmes 1923-1958, illustrés de dix dessins de Magritte.
E. L. T. Mesens meurt à Bruxelles en 1971. Dans le legs « Irène Scutenaire-Hamoir », dont Tom Gutt est l’exécuteur testamentaire, au musée de Bruxelles, figurent deux œuvres de Mesens (Le Vrai Carnaval de Venise, 1954, et Hommage à Scutenaire, 1970).

## Jugement
« L'écriture, pour Mesens, n'est pas une esthétique mais avant tout une arme; tant mieux si elle est belle : un kriss malais, un poignard florentin dignes des musées tuent aussi bien que la navaja fabriquée à coups de marteau par un pauvre forgeron andalou. Ses textes se veulent efficaces, propres à influencer le lecteur et par conséquent le monde, un monde toujours pris à partie. »
Louis Scutenaire, Mon ami Mesens, p. 55.

## Œuvres
- Danse pour un piano, avec un portrait par P.-L. Flouquet, Fernand Lauweryns, Bruxelles, 1920.
- Garage, pour voix et piano, poème de Philippe Soupault, couverture de Man Ray, Music, Bruxelles, 1926.
- Femme complète, triptyque sur un dessin de Magritte, Editions Nicolas Flamel, Bruxelles, 1933.
- Alphabet sourd aveugle, préface et note de Paul Eluard, Editions Nicolas Flamel, Bruxelles, 1933.
- Troisième front, poèmes de guerre, suivi de Pièces détachées, illustré par l'auteur, London Gallery Editions, Londres, 1944.
- (avecJ.M. De Vliegher, R. Van Hecke) Picasso, 1950.
- 75 oeuvres du demi-siècle, 1951.
- Poèmes 1923-1958, dix dessins de Magritte, Le Terrain Vague, Paris, 1959, 190 p.
- Moi, je suis musicien!, Didier Devillez éditeur, Bruxelles, 1997.

### Sur Mesens
: Sources utilisées pour la rédaction de l’article
- André Souris, Paul Nougé et ses complices dans Entretiens sur le surréalisme, sous la direction de Ferdinand Alquié, Mouton, Paris-La Haye, 1968.
- E. L. T. Mesens, textes d'André Breton, Paul Éluard, George Melly, Roy Edwards, P. G. Van Hecke, galerie Isy Brachot, Bruxelles, 1971.
- Louis Scutenaire, Mon ami Mesens, [Luc Canon], Bruxelles, 1972.
- Chritstian Bussy, Anthologie du surréalisme en Belgique, Paris, Gallimard,1972.
- José Vovelle, Le surréalisme en Belgique, Bruxelles, André de Rache, 1972
- Suzanne Otlet-Moutoy, Les étapes de l'activité artistique chez E. L. T. Mesens et l'esprit du collage comme aboutissement d'une pensée, dans Bulletin des Musées royaux des Beaux-Arts, Bruxelles, 1973.
- René Magritte et le surréalisme en Belgique, Musées Royaux des Beaux-Arts de Belgique, Bruxelles, 1982.
- E. L. T. Mesens [avec notamment un entretien de George Melly avec E. L. T. Mesens, traduit de l'anglais, et un entretien de Gérard Preszow avec Irène Hamoir et Louis Scutenaire], "Art en marge", bulletin n° 4, Bruxelles, décembre 1986 (100 p.).
- Le surréalisme en Belgique, I, textes de Louis Scutenaire, [Irène Hamoir], André Blavier, Galerie Isy Brachot, Paris, 1986.
- Marcel Mariën, L'activité surréaliste en Belgique (1924-1950), Bruxelles, Lebeer-Hossmann, 1979.
- Le mouvement surréaliste à Bruxelles et en Wallonie (1924-1947), Paris, Centre Culturel Wallonie Bruxelles, 1988.
- Irène, Scut, Magritte & C°, Bruxelles, Musées royaux des beaux-arts de Belgique, 1996.
- George Melly, Don’t Tell Sybil: an Intimate Memoir of E.L.T. Mesens, Random House UK Ltd, 1997
- Christiane Geurts-Krauss, E.L.T. Mesens, L'alchimiste méconnu Du Surréalisme, Labor, 1998.
- Xavier Canonne, Le surréalisme en Belgique, 1924-2000, Fonds Mercator, Bruxelles, 2006  (ISBN 90-6153-659-6); Actes Sud, Paris, 2007, 352 p  (ISBN 9782742772094)
- Christian Bussy, Les surréalistes au quotidien : petits faits vrais, préface d'Olivier Smolders, Bruxelles, Les impressions nouvelles, 2007  (ISBN 978-2-87449-028-6)

## Documentation
Une partie des archives de E.-L.-T. Mesens est conservée à l'Institut national d'histoire de l'art.